# Watanabe Manabu
Manabu Watanabe (sinh ngày 5 tháng 10 năm 1986) là một cầu thủ bóng đá người Nhật Bản.

## Sự nghiệp câu lạc bộ
Manabu Watanabe đã từng chơi cho Mito HollyHock.